# Giovanni di Paolo

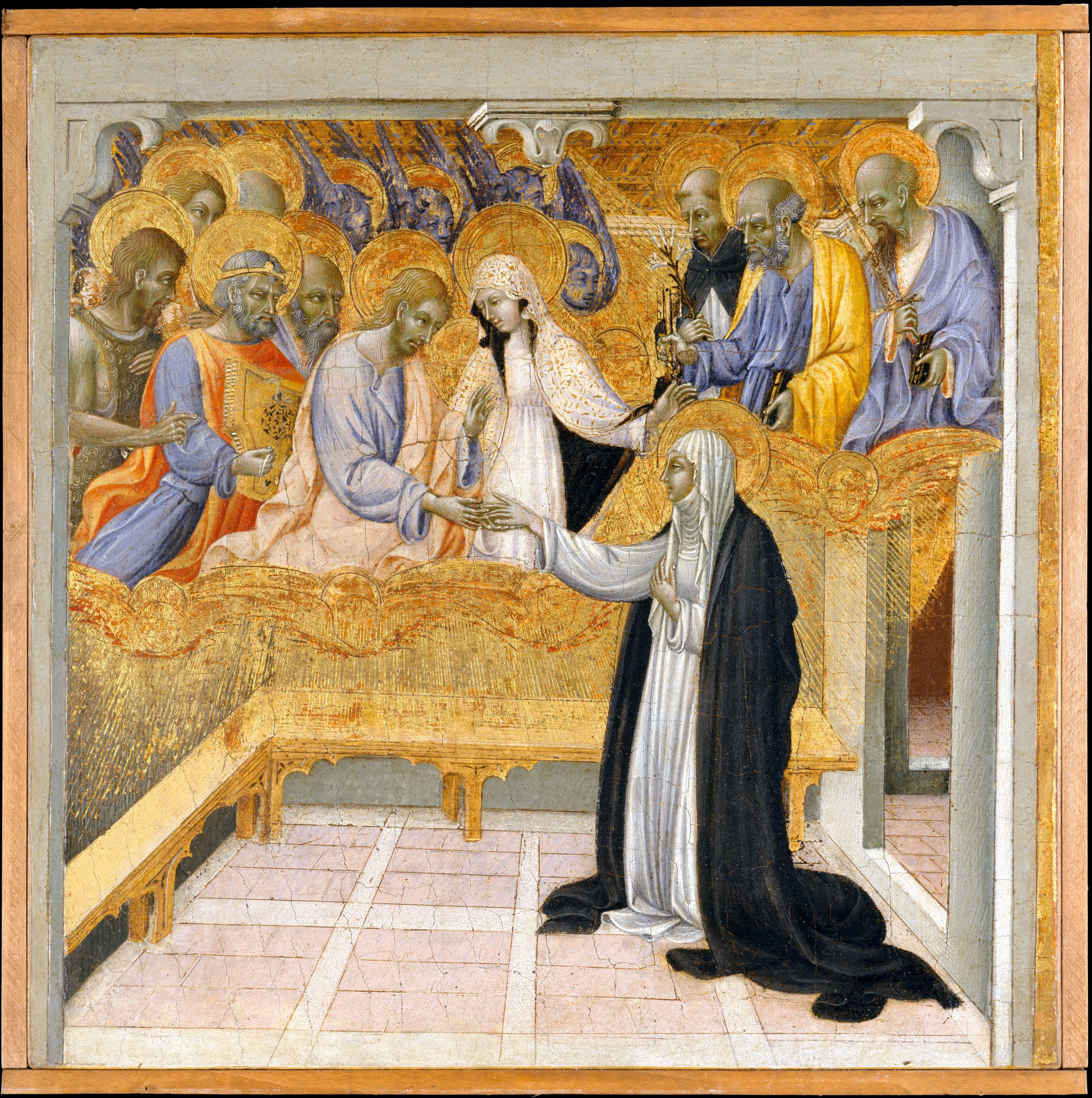
El matrimoni mísitic de Santa Caterina de Siena, Metropolitan Museum of Art, Nova York.

Giovanni di Paolo di Grazia (1399 o 1403 - 1482) va ser un pintor italià, que va treballar principalment a Siena. Va poder haver fet el seu aprenentatge amb Taddeo di Bartolo, convertint-se en un prolífic pintor i il·lustrador de manuscrits, incloent els textos de Dante.
Va ser un dels més importants pintors de l'escola sienesa del segle xv. Les seves primeres obres mostren la influència de mestres sieneses anteriors a ell, però el seu estil posterior va ser més individual, caracteritzant-se per colors freds i cridaners i formes allargades. El seu estil també va assumir la influència dels artistes del gòtic internacional com Gentile da Fabriano. Moltes de les seves obres tenen una inusual atmosfera onírica, com en el surrealista Miracle de sant Nicolau de Tolentino pintat al voltant de l'any 1455 i actualment conservat al Museu d'Art de Filadèlfia, mentre que les seves últimes obres, particularment el Judici Final, Cel i Infern de prop de 1465 i l'Assumpció pintada el 1475, totes dues a la Pinacoteca de Siena són un tractament grotesc dels seus temes elevats. La reputació de Giovanni va declinar després de la seva mort però va renéixer durant el segle xx.